# Aérodrome d'Abaiang
Pour les articles homonymes, voir ABF.
L'aéroport d'Abaiang (code IATA : ABF • code OACI : NGAB) est un aéroport desservant l'île d'Abaiang, aux Kiribati. 

## Situation
| Abaiang Abemama Aranuka Arorae Beru Bonriki Butaritari Canton Cassidy Kuria Maiana Makin Nonouti Tabiteuea-Nord Tabiteuea-Sud Tamana Teraina Tabuaeran Marakei Nikunau |

## Compagnies et destinations
| Compagnies   | Destinations                   |
| ------------ | ------------------------------ |
| Air Kiribati | Marakei (en), Tarawa (Bonriki) |

Édité le 20/01/2018